# Pe-o margine de lume

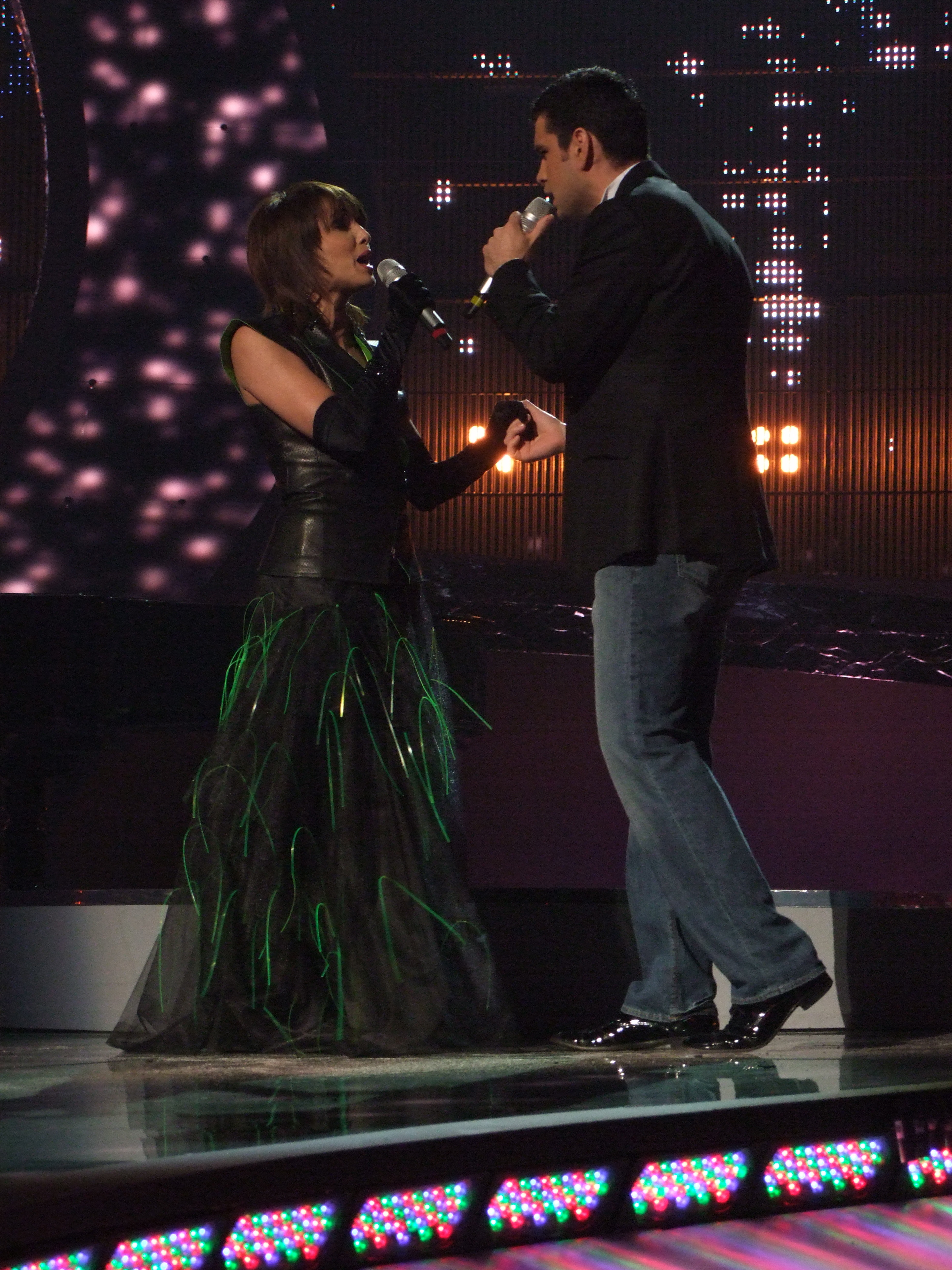

Pe-o margine de lume (с рум. — «На краю света») — песня, с которой 20 мая 2008 года Nico & Vlad Mirita представили Румынию на международном конкурсе песен «Евровидение-2008». Авторы песни: Андрей Тудор, Андрея Андрей и Адина Шутеу. Песня заняла 20-е место с 45 баллами в финале, а в первом полуфинале конкурса — 7-е место с 94 баллами. Куплеты исполнены на румынском и итальянском языке.